# Šport u 1962.
◄◄ | ◄ | 1959. | 1960. | 1961. | 1962.  | 1963. | 1964. | 1965. | ► | ►►
Arhitektura • Astronautika • Astronomija • Biologija • Film • Fotografija • Glazba • Kazalište • Kemija • Kiparstvo • Knjige • Književnost • Kršćanstvo • Meteorologija • Medicina • Planinarstvo • Politika • Pravo • Promet • Slikarstvo • Strip • Šport • Televizija • Znanost • Zrakoplovstvo • Željeznički promet
Šport u 1962.

## Svijet

### Natjecanja

#### Svjetska natjecanja
- Od 30. svibnja do 17. lipnja – Svjetsko prvenstvo u nogometu u Čileu: prvak Brazil
- Od 7. do 15. srpnja – Svjetsko prvenstvo u rukometu za žene u Rumunjskaoj: prvak Čehoslovačka

#### Kontinentska natjecanja

##### Europska natjecanja
- Od 19. do 25. kolovoza – Europsko prvenstvo u vaterpolu u Leipzigu u Istočnoj Njemačkoj: prvak Mađarska

## Vanjske poveznice
|  | Zajednički poslužitelj ima još gradiva o temi Šport u 1962. |